# Попов, Иван Иванович (1776)
Иван Иванович Попов (1776 — 3 июня 1825) — участник войн с Наполеоном, Вологодский и Астраханский гражданский губернатор.

## Биография
Родился в 1776 г. и 1 декабря 1787 г. поступил в Троицкий пехотный полк сержантом, затем переведён во 2-й Московский полевой батальон (впоследствии Московский гарнизонный полк), где в 1794 г. назначен адъютантом, а 2 мая 1797 г. произведён в капитаны
27 октября 1797 г. Попов был командирован с генерал-майором и мальтийским командором князем Волконским на о. Мальту. С 20 марта 1799 г. был в походах в Галиции, в Венгрии и в Италии.
5 августа, после битвы при Нови, он участвовал в преследовании неприятеля до местечка Аркуз и с 9 по 31 августа находился при блокаде и взятии крепости Тортоны. После того, Попов был в Италии в крейсировке в Средиземном море, около Мальты и в Лигурийском море.
13 октября 1799 г. Попов был переведён в Московский гренадерский полк, 27 сентября 1800 г. произведён в майоры, а 30 ноября 1803 г. уволен от службы, с пожалованием в подполковники. 13 января 1805 г. вернулся на службу и был определён в Екатеринославский гренадерский полк, с которым и принял участие в походах 1805 и 1806 года в Австрии, Пруссии, Силезии, Моравии и Венгрии (по 21 января 1806 года). В 1806 году, 3 декабря (по другим данным — 14 декабря), назначен полковым командиром 38-го егерского полка; 14 декабря 1806 г. участвовал в сражении против французов при Голымине и за отличие в этом деле получил орден св. Владимира 4-й степени с бантом.
22 мая 1809 г. Попов был назначен бригад-майором (с сохранением должности командира полка) при армии главнокомандующего князя Голицына и с этого числа находился в Галиции; 26 октября 1811 г. (по другим данным — 20 августа) назначен полковым командиром Томского пехотного полка, а 19 марта 1812 г. переведён лейб-гвардии в Литовский полк, с оставлением при прежней должности.
1812 год Попов провёл в военных действиях против французов, был в делах при Смоленске, при Бородине (где был контужен пулей в грудь и награждён орденом св. Анны 2-й степени) и 12 октября был при Малом Ярославце, где получил новую рану пулею: ему пробило навылет колено. Отличная храбрость Попова была отмечена 11 июля 1813 г. пожалованием ему ордена св. Георгия 4-й степени (№ 2597 по списку Григоровича — Степанова)
За отличие в сражении с французами под Малоярославцем
20 января 1813 года Попов был произведён в полковники, а 1 февраля назначен начальником штаба корпуса генерала Дохтурова. С 3 августа 1813 г. по 1 февраля 1814 г. Попов находился в княжестве Варшавском, был при осаде и взятии крепости Гамбурга (причём за отличие во время блокады получил орден св. Владимира 3-й степени).
В 1814 году Попов был снова в походе: в герцогстве Варшавском, в Силезии, Саксонии, Баварии и во Франции, за что получил в награду 2000 десятин земли (5 июля 1815 г.) и аренду в Курляндии на 12 лет (25 августа 1816 г.).
30 августа 1816 г. Попов был произведён в генерал-майоры и оставил командование своим полком, 18 ноября назначен командиром 1-й бригады 24-й пехотной дивизии.
10 марта 1819 г. Попову повелено было быть Вологодским гражданским губернатором с переименованием в действительные статские советники, в 1821 г. он был уволен в бессрочный отпуск, но уже 26 апреля был назначен Астраханским гражданским губернатором. 5 ноября 1824 года, Попов был пожалован орденом св. Анны 1-й степени; скончался в Астрахани 3 июня 1825 года.